# Доня Грачениця
Доня Грачениця (хорв. Donja Gračenica) — населений пункт у Хорватії, у Сисацько-Мославинській жупанії у складі громади Поповача.

## Населення
Населення за даними перепису 2011 року становило 805 осіб.
Динаміка чисельності населення поселення:

## Клімат
Середня річна температура становить 11,37 °C, середня максимальна – 25,89 °C, а середня мінімальна – -5,18 °C. Середня річна кількість опадів – 897 мм.
| Клімат поселення                              | Клімат поселення | Клімат поселення | Клімат поселення | Клімат поселення | Клімат поселення | Клімат поселення | Клімат поселення | Клімат поселення | Клімат поселення | Клімат поселення | Клімат поселення | Клімат поселення | Клімат поселення |
| Показник                                      | Січ.             | Лют.             | Бер.             | Квіт.            | Трав.            | Черв.            | Лип.             | Серп.            | Вер.             | Жовт.            | Лист.            | Груд.            |                  |
| Середній максимум, °C                         | 6,76             | 8,59             | 12,86            | 17,43            | 22,72            | 25,89            | 25,14            | 24,34            | 20,34            | 15,33            | 9,69             | 5,66             |                  |
| Середня температура, °C                       | 0,79             | 2,62             | 6,89             | 11,47            | 16,75            | 19,93            | 21,40            | 20,59            | 16,59            | 11,58            | 5,96             | 1,92             |                  |
| Середній мінімум, °C                          | −5,18            | −3,34            | 0,92             | 5,50             | 10,78            | 13,96            | 17,66            | 16,86            | 12,86            | 7,85             | 2,21             | −1,82            |                  |
| Норма опадів, мм                              | 54               | 51               | 59               | 74               | 82               | 93               | 82               | 84               | 79               | 82               | 88               | 69               |                  |
| Середньомісячна швидкість вітру, м/с          | 1.84             | 2.07             | 2.46             | 2.32             | 2.14             | 1.98             | 1.90             | 1.74             | 1.77             | 1.82             | 1.88             | 1.90             |                  |
| Середньомісячна сонячна радіація, кДж/м²·день | 4232             | 7036             | 10828            | 15175            | 19377            | 21526            | 22446            | 19713            | 14585            | 8976             | 4737             | 3461             |                  |
| --------------------------------------------- | ---------------- | ---------------- | ---------------- | ---------------- | ---------------- | ---------------- | ---------------- | ---------------- | ---------------- | ---------------- | ---------------- | ---------------- | ---------------- |
| Джерело:                                      |                  |                  |                  |                  |                  |                  |                  |                  |                  |                  |                  |                  |                  |